# Петралона
Петралона (греч. Πετράλωνα) — район Афин, бывший пригород. Район простирается от улицы Пиреос до холма Филопаппа, до моста Пулопулу. На западе граничит с пригородами Таврос и Калитея, на востоке — с Кукаки, на северо-востоке — с Тисио, на северо-западе — с Гази.
Район Петралона разрезает линия электрической городской железной дороги ISAP, образованные таким разделением районы называют Верхняя Петралона, или Ано-Петралона (Άνω Πετράλωνα), и, соответственно, Нижняя Петралона, или Като-Петралона (Κάτω Πετράλωνα). Петралона — очень густонаселенный район. Застройка преимущественно малоэтажная 1950-х годов. Район обслуживают станция Афинского метрополитена «Петралона», автобусные и троллейбусные маршруты.